# Ram Kangaroo
Der Ram Kangaroo war ein gepanzerter Mannschaftstransporter im Zweiten Weltkrieg aus kanadischer Produktion.
Das Fahrzeug basierte auf dem Cruiser Tank Ram Mk I. Beim Umbau wurde nur der Turm entfernt und elf primitive Sitze sowie Handgriffe für besseres Ein- und Aussteigen eingebaut. Das MG in der Wanne wurde behalten. Der Kangaroo wurde von der britischen 79. Panzerdivision verwendet.